# Der Totentanz (Film)
Der Totentanz ist ein deutscher Stummfilm in drei Akten von Urban Gad aus dem Jahr 1912. Er zählt zu den fragmentarisch erhaltenen Filmen des Regisseurs.

## Handlung
Ingenieur Burk hat redlich gearbeitet, um seiner jungen Frau Bella endlich ein gemeinsames Heim schaffen zu können. Bei einer Kesselexplosion wird Burk jedoch schwer verletzt und ist nun für Wochen ein Pflegefall.
Bella lernt bei ihrem Musiklehrer den Komponisten Czerneck kennen. Er überredet sie, sich von ihm als Sängerin ausbilden zu lassen. Sie proben gemeinsam und bald kann Bella für den Familienunterhalt auf der Bühne Geld verdienen. Sie nimmt ein Engagement an und reist mit Czerneck an ihrer Seite in verschiedene Städte, wo sie auf der Bühne unter anderem Laute spielt, singt und tanzt.
Bella feiert große Erfolge, Burk jedoch wird misstrauisch und eifersüchtig. Bella schwört ihm ewige Treue; Czerneck liebt Bella, seine Verführungsversuche werden von ihr jedoch zurückgewiesen und seine Liebe steigert sich in Raserei. Er fälscht einen Brief an Burk, der ihm die Untreue seiner Frau suggerieren soll. Bella findet den Brief und reagiert ohnmächtig vor Erbitterung. Auf einer Probe führt sie das von Czerneck für sie komponierte Lied vom Totentanz auf, eine Art sinnlichen Schlangentanz. Als Czerneck sich danach rasend auf sie stürzt und sie vergewaltigen will, ersticht sie ihn nach kurzem Handgemenge. Sie küsst den Toten und wird anschließend von der Polizei verhaftet.

## Produktion
Nach dem Erfolg der ersten Asta Nielsen/Urban Gad-Filmserie 1911/12 hatte die Deutsche Bioscop für den Dreh weiterer Nielsen-Filme in Neubabelsberg ein eigenes Atelier erbauen lassen. Der Totentanz war der erste Film, der im „Glashaus“ in Neubabelsberg, dem Ursprung des heutigen Filmstudios Babelsberg, entstand. Die Dreharbeiten erfolgten im Februar 1912 innerhalb weniger Tage.
Der Totentanz wurde am 15. Juli 1912 von der Zensur mit einem Jugendverbot belegt, so durften vor jungem Publikum die Liebes- und Bauchtanzszenen im 2. Akt sowie der Mord in der Schlussszene des 3. Aktes nicht gezeigt werden. Teilweise unterliefen lokale Zensoren das Verbot jedoch und führten den vollständigen Film auf, was die Filmkritiker negativ hervorhoben: „Sind wir zu abgestumpft oder zu naiv? Bei uns ist die Jugend überall zu sehen, so z.B. in den letzten Wochen im Totentanz. Es scheint, daß die lokale Zensur recht lax geübt wird, da man solch ein Stück vielfach für die alltägliche Aufführung, zu der sich alle Alters- und Volksklassen drängen, freigegeben hat [] Eine Ehebruchsdrama!“
Der Totentanz erlebte am 7. September 1912 als erster Film der Asta Nielsen/Urban Gad-Serie 1912/13 in Berlin seine Premiere. Der Film ist fragmentarisch überliefert. Erhalten hat sich eine 427 Meter (rund 23 Minuten) lange Kopie im Gosfilmofond Moskau; der Originalfilm besaß eine Länge von 905 Metern (rund 60 Minuten). Das Originaldrehbuch zum Film befindet sich im Dänischen Filminstitut.

## Kritik
In einer Leserzuschrift an die Zeitschrift Lichtbild-Theater kritisierte ein Zuschauer am 21. November 1912 den Film:

„Mag auch die Darstellung sehr gut sein und weiß die Künstlerin ergreifend alle Nuancen des Seelenlebens zu malen, einen tieferen Wert muß man diesem Drama absprechen. Diese ganze Handlung dieses Stückes grenzt bedenklich an Hintertreppenliteratur und zeigt uns nicht im Bild das Schöne und Feste, das die Kinematographie eigentlich darstellen sollte.“

Die dänische Öffentlichkeit kritisierte auch im Hinblick auf den Totentanz Ende 1912 die Filme Asta Nielsens als unsittlich, so berichtete die deutsche Zeitschrift Bild und Film über die öffentliche Diskussion in Dänemark:

„Asta Nielsen, die weltberühmte ‚Duse des Kientopps‘ wird als die Hauptvertreterin der gefährlichen Richtung der ‚sinnlichen Filme‘ hingestellt, und es wird ihre ganze Art und Weise, durch Körperverrenkungen sehr bedenklicher Art die Sinneslust der Zuschauer zu wecken, ebenso wie  die von ihr damit in ganz Europa gemachte Schule als im höchsten Sinne verwerflich bezeichnet.“